# Gutowo (powiat brodnicki)
Gutowo – wieś w Polsce położona w województwie kujawsko-pomorskim, w powiecie brodnickim, w gminie Bartniczka.

## Podział administracyjny
| SIMC    | Nazwa     | Rodzaj    |
| ------- | --------- | --------- |
| 1027490 | Dębowo    | część wsi |
| 1027509 | Kozieniec | część wsi |

W latach 1975–1998 miejscowość administracyjnie należała do województwa toruńskiego.

## Pomniki przyrody
Na terenie wsi rosną uznane za pomniki przyrody następujące drzewa:
- dąb szypułkowy o obwodzie 520 cm, Nadleśnictwo Brodnica, Leśnictwo Borek, oddział 11d, przy drodze brukowej w kierunku Rudy
- lipa drobnolistna o obwodzie 360 cm
- 5 lip drobnolistnych o obwodach od 329 do 438 cm i klon zwyczajny o obwodzie 269 cm w parku